# Il caso Martello
Il caso Martello è un film del 1991 diretto da Guido Chiesa.